# Колярба
Колярба (или с редукция Кулярба, на гръцки: Ερημοκκλησιά, Еримоклисия, Агрокерасеа, до 1927 година Κουλιάρμπα, Кулярба) е обезлюдено село в Република Гърция, разположено на територията на дем Неврокоп (Неврокопи) в област Източна Македония и Тракия.

## География
Колярба се намира на югозападните склонове на Родопите и попада в историко-географската област Чеч. Съседните му села са Кашица, Стареджик, Костен, Мъждел, Прибойна, Рашово и Добряджил. Селото е разположено в южното подножие на връх Колярба (Еримоклисия) – 1073 метра.

## История

### В Османската империя
В съкратен регистър на тимари, зиамети и хасове в ливата Паша от 1519 година село Колярба (Гуларба) е вписано както следва - мюсюлмани: 1 домакинства, неженени - 1; немюсюлмани: 39 домакинства, неженени - 2, вдовици - 1. В подробен регистър на тимари, зиамети, хасове, чифлици, мюлкове и вакъфи в казите и нахиите по териториите на санджака Паша от 1524-1537 година от село Колярба (Гулярба) са регистрирани мюсюлмани: 5, неженени - 8; немюсюлмани: 15, неженени - 3, вдовици - 5. В съкратен регистър на санджаците Паша, Кюстендил, Вълчитрън, Призрен, Аладжа хисар, Херск, Изворник и Босна от 1530 година са регистрирани броят на мюсюлманите и немюсюлманите в населените места. Регистрирано е и село Колярба (Гулярба) с мюсюлмани: 2 домакинства, неженени - 1; немюсюлмани: 27 домакинства, неженени - 6, вдовици - 1. В подробен регистър на санджака Паша от 1569-70 година е отразено данъкоплатното население на Колярба (Голария) с друго име Каргун както следва: мюсюлмани - 7 семейства и 14 неженени; немюсюлмани - 2 семейства и 2 вдовици. В подробен регистър за събирането на данъка авариз от казата Неврокоп за 1723 година от село Колярба (Куларие) са зачислени 8 мюсюлмански домакинства.
В XIX век Колярба е мюсюлманско село в Неврокопска каза на Османската империя. В „Етнография на вилаетите Адрианопол, Монастир и Салоника“, издадена в Константинопол в 1878 година и отразяваща статистиката на населението от 1873 година, Кулиарба (Kouliarba) е посочено като село с 34 домакинства и 100 жители помаци. Според Стефан Веркович към края на XIX век Колярба (Кулярба) има помашко мъжко население 112 души, което живее в 34 къщи.
Съгласно статистиката на Васил Кънчов („Македония. Етнография и статистика“) към 1900 година Колярба (Колябра) е българо-мохамеданско селище. В него живеят 165 българи-мохамедани в 50 къщи.

### В Гърция
През Балканската война в 1912 година в селото влизат български войски. По данни на БПЦ, към края на 1912 и началото на 1913 година в Колярба живеят 36 семейства или общо 174 души. След Междусъюзническата война селото остава в Гърция. Според гръцката статистика, през 1913 година в Колярба (Κουλιάρμπα) живеят 177 души.
През 1923 година жителите на селото са изселени в Турция по силата на Лозанския договор. През 1927 година името на селото е сменено от на Еримоклисия (Ερημοκκλησιά), но в селото не са заселени гръцки бежанци от Турция и то е заличено.
| Година    | 1913 | 1920 | 1928 | 1940 | 1951 | 1961 | 1971 | 1981 | 1991 | 2001 | 2011 | 2021 |
| --------- | ---- | ---- | ---- | ---- | ---- | ---- | ---- | ---- | ---- | ---- | ---- | ---- |
| Население | 177  | 121  |      |      |      |      |      |      |      |      |      |      |